# En vivo desde el Auditorio Nacional
En vivo desde el Auditorio Nacional es el segundo álbum en vivo y segundo en general del trío mexicano Sasha, Benny y Erik, publicado por la compañía discográfica Sony Music. Las grabaciones se realizaron en el Auditorio Nacional en México.

## Certificaciones
| Organismo Certificador | Certificación | Ventas | Ref.  |
| ---------------------- | ------------- | ------ | ----- |
| México (AMPROFON)      | Platino       | 60,000 | [ 3 ] |

## Lista de canciones
| Disco 1 |                                     |          |  |
| N.º     | Título                              | Duración |  |
| 1.      | «Tonto corazón»                     | 4:52     |  |
| 2.      | «Cuando mueres por alguien»         | 4:41     |  |
| 3.      | «No me extraña nada»                | 3:24     |  |
| 4.      | «Sólo tú»                           | 3:55     |  |
| 5.      | «Serás el aire»                     | 4:18     |  |
| 6.      | «Cada beso»                         | 3:23     |  |
| 7.      | «Medley Soda Stereo»                | 9:03     |  |
| 8.      | «El baile del sapo (The Time Wrap)» | 3:59     |  |
| 9.      | «Tu voz (Stay On)»                  | 3:49     |  |

| Disco 2 |                            |          |  |
| N.º     | Título                     | Duración |  |
| 1.      | «Rueda mi mente»           | 4:09     |  |
| 2.      | «Cielo»                    | 4:03     |  |
| 3.      | «Llueve luz»               | 3:41     |  |
| 4.      | «Si no es ahora»           | 3:29     |  |
| 5.      | «Cómo hemos cambiado»      | 4:31     |  |
| 6.      | «Princesa tibetana»        | 3:54     |  |
| 7.      | «El amor después del amor» | 4:54     |  |
| 8.      | «Sin ti»                   | 4:46     |  |
| 9.      | «Con todos menos conmigo»  | 4:06     |  |
| 10.     | «Dame amor»                | 5:38     |  |